# Giovanni Battista Ferrandini
Giovanni Battista Ferrandini, nascut Zaneto Ferrandini (Venècia, 12 d'octubre de 1709 – Múnic (Alemanya), 25 de setembre de 1791), fou un compositor italià del període barroc i clàssic.
No s'ha de confondre amb el compositor napolità Antonio Ferrandini (1718-1779)
Primer alumne d'Antonio Biffi a Venècia, va marxar a Múnic quan era nomes un infant. El 15 de maig de 1722 obté el càrrec de primer oboè de la cort del duc Ferdinand de Baviera i roman allí fins en 1726. En 1723 acumula un lloc per l'elector. Amb Steffano, que es creu que era el seu germà, va treballar com a oboista a la cort fins a 1745. El 1732 va ser músic de cambra de la cort de Carles Albert (més tard emperador Carles Vii). El 1735, va abandonar el seu nom baptismal, Zaneto a favor de Giovanni Battista. També va ser cantant i professor de música.
Entre les òperes escrites per al seu imperial senyor hi figuren les titulades:
- Catón de Utica;
- Diana placata;
- Adriano en Siria;
- Berenice;
- Demofoonte.